# Метод стерильных насекомых
Метод стерильных насекомых (или SIT от англ. sterile insect technique) — биологический метод борьбы с насекомыми, при котором подавляющее число стерильных насекомых (обычно самцов) выпускается в дикую природу.
Стерильные самцы конкурируют с дикими самцами за спаривание с самками.
Самки, которые спариваются со стерильным самцами, не имеют потомства.
Тем самым снижается численность следующего поколения.
Повторный вброс стерильных самцов может ещё больше снизить её и в случаях изоляции полностью ликвидировать популяцию.
До первого высвобождения стерильных самцов обычно снижают популяцию, используя пестициды.
Стерилизация вызывается воздействием облучения на репродуктивные клетки насекомых.
Метод подавляет насекомых, угрожающих животноводству, фруктам и овощам.
При этом он не оказывает (прямого) отрицательного воздействия на нецелевые виды.
Метод стерильных насекомых не включает высвобождение насекомых, модифицированных в результате трансгенных (генно-инженерных) процессов.
Этот метод не внедряет неместные виды в экосистему.
Метод был успешно использован для уничтожения мясной мухи (Cochliomyia hominivorax) в Северной и Центральной Америке. Успехи были достигнуты в борьбе с вредителями пестрокрылками, особенно средиземноморской плодовой мухой (Ceratitis capitata) и мексиканской плодовой мухой (Anastrepha ludens).
Активные исследования проводятся для определения эффективности этого метода в борьбе с плодовой мухой Квинсленда (Bactrocera tyroni).

## История
Идея использования стерильных самцов была предложена Александром Сергеевичем Серебровским в 1940 году.
На западе эта идея была открыта независимо Раймондом Бушлендом и Эдвардом Ниплингом.
Более того, они смогли реализовать её на практике в 1950-х годах для уничтожения мясных мух, охотящихся на теплокровных животных, особенно крупного рогатого скота.
Личинки этих мух проникают в открытые раны и питаются мясом животных, убивая зараженный скот в течение 10 дней.
Мясная муха уничтожала поголовье скота по всему американскому югу.
Поставки красного мяса и молочных продуктов страдали в Мексике, Центральной Америке и Южной Америке.
В 1950-х годах мясные мухи наносили ежегодный ущерб американским фермерам, которые, согласно прогнозам, превышали 200 миллионов долларов.
Личинки мясных мух также могут паразитировать на человеческой плоти.
Бушленд и Ниплинг начали искать альтернативу химическим пестицидам в конце 1930-х годов, когда они работали в лаборатории сельского хозяйства США в Менарде, штат Техас.
Их работа была прервана Второй мировой войной, но они возобновили свои усилия в начале 1950-х годов с успешными испытаниями популяции мясных мух на острове Санибел, штат Флорида.
Стерилизация производилась использованием рентгеновского излучения.
Они использовали тот факт, что самки мясных мух спариваются раз в жизни.
В 1954 году этот метод был использован для уничтожения мясных мух на острове Кюрасао (460 км²), у берегов Венесуэлы.
Мясные мухи были уничтожены за семь недель, сохранив домашние стада коз, которые были источником мяса и молока.

На карте показаны текущая (оранжевая) и бывшая (желтая) области распространения, а также примерное сезонное распространение мясной мухи.

В конце 1950-х и 1970-х годах метод стерильных насекомых использовался для контроля популяции мясных мух в США.
В 1980-х годах Мексика и Белиз устранили свои проблемы с мясными мухами с помощью этого метода.
В 90-х годах в Центральной Америке осуществлялись программы ликвидации, после чего в Панаме был установлен биологический барьер для предотвращения повторного заражения с юга.
Карта показывает текущую и прежнюю область распространения и приблизительное сезонное распространение мясных мух.
В 1991 году метод стерильных насекомых остановил серьёзную вспышку мясной мухи в Северной Африке.
Этот метод используют против средиземноморской плодовой мухи в Мексике, Флориде и Калифорнии, для уничтожения мухи дыни с Окинавы и борьбы с мухой цеце в Африке.
Бушленд и Ниплинг получили мировое признание за свои лидерские и научные достижения, в том числе они получили Всемирную продовольственную премию 1992 года.

## Успешные программы
- Мясная муха (Cochliomyia hominivorax) была уничтожена в Соединенных Штатах, Мексике, Центральной Америке, Пуэрто-Рико и Ливии[3].
- Мексиканская плодовая муха (Anastrepha ludens, Loew) была уничтожена на большей части северной Мексики.
- Муха цеце была уничтожена на Занзибаре.
- Средиземноморская плодовая муха (Medfly, Ceratitis capitata, Wiedemann) была уничтожена в северной части Чили и южной части Аргентины, Перу и Мексики. Она подавляется SIT в районах производства фруктов в Хорватии, Израиле, Южной Африке и Испании.
- Яблонная плодожорка (Cydia pomonella) эффективно подавляется в некоторых частях Британской Колумбии, Канада[4].
- Хлопковая моль (Pectinophora gossypiella) уничтожена на юго-западе США и на северо-западе Мексики.
- Ложная моль (Thaumatotibia leucotreta) эффективно подавляется в некоторых частях Южной Африки.
- Огнёвка кактусовая (Cactoblastis cactorum) была ликвидирована в результате вспышки в Юкатане, Мексика.
- Дынная муха (Bactrocera cucurbitae, Coquillett) была уничтожена на Окинаве[5].
- Луковая муха (Delia antiqua) контролируется в районах производства лука в Нидерландах[6].

## Недостатки
- Естественно, что для подавления популяций перед использованием стерильных насекомых иногда требуются периоды низкой численности или повторная обработка пестицидами.
- Разделение по половому признаку может быть затруднено, хотя это может быть легко осуществлено в больших масштабах, когда были разработаны генетические системы полового развития, как для средиземноморской плодовой мухи.
- Облучение, транспортировка и высвобождение могут снизить способность к спариванию у самцов.
- Техника видоспецифична. Например, методика должна быть реализована отдельно для каждого из 6 экономически важных видов мухи цеце.
- Массовое выращивание и облучение[7][8] требуют точных процессов. Неудачи произошли, когда были выпущены неожиданно фертильные самцы.
- Областной подход более эффективен, поскольку миграция диких насекомых из-за пределов контрольной зоны может воссоздать проблему.
- Затраты на производство достаточного количества стерильных насекомых могут быть непомерно высокими.